# Platysenta laphygmoides
Platysenta laphygmoides är en fjärilsart som beskrevs av Walker 1858. Platysenta laphygmoides ingår i släktet Platysenta och familjen nattflyn. Inga underarter finns listade i Catalogue of Life.